# 오스트레일리아 문학
오스트레일리아 문학은 오스트레일리아인이 쓴 문학이다.
오스트레일리아는 1787년 유형식민지(流刑植民地)로서 건국의 페이지가 펼쳐진 것이므로 최초에는 이들 유형인(流刑人)이나 그들을 감시하는 관리(官吏)·장병(將兵)들의 작품이 많다. 쿠크·필립 제독 등의 탐험기록 등을 제외하고는 이 나라에서 최초로 출판된 시집 <영국 왕 탄생송(英國王誕生頌)>(1810)의 작자 M. M. 로빈슨은 형을 마친 유형수이며, 최초의 소설 헨리 세이바리의 <큔타스 사빈톤>(1830-1831)도 유형수의 체험기이다. 이 나라 출생의 토착시인의 작품으로는 정치가 W. C. 웬트와스의 장시(長詩)<오스트레일리아>(1823)가 최초의 간행물이며 찰스 하퍼(1813-1868), 헨리 켄달(1839-1882)과 같은 이 나라 특유의 풍물을 노래하는 시인도 등장하게 되었다. 1850년대는 금광의 발견에 의한 골드 러시 시대로 자유이민이 영국·미국으로부터 쇄도하였다. 오스트레일리아를 찾아온 헨리 킹슬리의 <제프리 하물린의 회상>(1859), 마퀴스 클라크의 <그의 자연생활>(1878). 롤프 볼다우드의 <무장 강도>(1888) 등은 당시 신대륙의 식민생활을 묘사한 대표작이다.
오지 개척이 진전되고 농목국가(農牧國家)의 기초가 확립됨에 따라 식민지 의식을 탈각하고 정치적 독립심을 키우려는 이상 아래, 1880년 J. F. 아치볼드가 주간지 <불르틴(Bulletin)>을 발간하였던 것은 이 나라의 문학을 영국으로부터 독립시키는 또 하나의 계기가 되었다. 오지 민요(奧地民謠＝bush ballad)'라 불리는 개척민들의 시나 단편소설이 매호 게재되어 불르틴파라는 시인·작가를 낳게 했는데 그 중에서도 <왈싱 마틸다>의 작시자(作詩者) A. B. 패터슨(1864-1941), 장편 <인생은 그런 것>(1903)의 작자이며 시인인 조셰프 퍼피(1843-1912), 국민시인·작가로서 오늘날에도 경모(敬慕)받고 있는 헨리 로슨(1867-1922) 등이 특히 뛰어난 사람들이다. 1901년 각 식민지 정청(政廳)을 통합하여 연방정부를 수립하였는데 이 국가주의적 풍조는 제1차 세계대전으로 정점에 달하였다. 제1차 세계대전 후에는 불황(不況)으로 낭만적 이상주의가 깨어지고 개인존중의 지방주의적 경향이 이에 대신하였다. 이 시대의 대표적 시인에 크리스토퍼 브레난(1870-1932)이 있고, 영국에서 문명(文名)을 떨친 H. H. 리처드슨(1870-1946), 사회의식을 취급한 장편을 쓴 캐서린 프리차드(1884-1969) 등의 작가가 있다.
1920년대에 가까워지면 구미의 코스모폴리터니즘(世界主義) 영향이 파급되어 지방적 특성을 인간생활의 한 예증(例證)으로 제시하게 되었다. 시단에서는 구미 현대시의 부정적 태도를 배격, 전통적 서정주의와 이지주의에 기초한 형식과 주제를 취급, 인간이 사상 행동의 존재를 탐구하는 경향이 보인다. 전자인 유미파(唯美派) 시인에는 더글러스 스튜어트(1913- ), 주디스 라이트 여사(1915- ) 등이 있으며 후자인 이지파(理智派)에는 케네드 슬레사(1901- ), A. D 호프(1907- )가 있다. 소설·극작에서는 반스 팔머(1885- ), 패트릭 화이트(1912- ) 등의 활동이 눈부신 바 있다. 특히 화이트는 구미의 심리주의 문학의 세례를 거친 신시대 대표작가로서 작품마다 주목을 끌고 있다. 팔머, 스튜어트는 수필가 월터 마도크(1874- ? )와 더불어 비평문학 방면에도 활약을 보이고 있다. 오스트레일리아 문학은 역사는 얕으나 급속도로 세계수준에 달한 것으로 정부도 갖가지 조성책을 강구하고 있다.